# Chiesa della Beata Vergine Maria Immacolata (Strà)
La chiesa della Beata Vergine Maria Immacolata è un luogo di culto cattolico situato nella frazione Stra' del comune di Colognola ai Colli, in provincia di Verona, nel territorio della diocesi di Verona.

## Storia
L'8 giugno 1955, con decreto di Andrea Pangrazio, amministratore apostolico della diocesi di Verona in quanto vescovo coadiutore con il precedente vescovo, Girolamo Cardinale, venne eretta la parrocchia di Santa Maria Immacolata a Stra', ove si trovava un antico oratorio, già cappella privata, dedicato a San Sebastiano, con un proprio cappellano che era, dal 1948, don Giulio Verzini.
Don Verzini, fin dal 1952, aveva voluto la costruzione di una nuova chiesa più ampia dell'oratorio di San Sebastiano, e nel novembre dello stesso anno aveva acquistato a tale scopo un ampio terreno. Per l'edificazione dell'edificio venne istituito un comitato e la progettazione venne affidata a Arturo Benini che presentò otto progetti prima che fossero accettati dal parroco e dalla commissione diocesana d'arte sacra.
La posa della prima pietra della nuova chiesa avvenne il 1º ottobre 1955 alla presenza dell'arcivescovo Giovanni Urbani, vescovo di Verona e i lavori si protrassero per un anno. Il 4 novembre 1956 la nuova chiesa fu solennemente consacrata e dedicata alla Vergine Immacolata. Lo stesso giorno fece il suo ingresso nella nuova comunità il primo parroco, don Narciso Recchia.
Negli anni successivi, la chiesa fu adornata con nuovi arredi, tra i quali gli altari laterali marmorei e le stazioni della Via Crucis. Negli ultimi anni del XX secolo e nei primi anni del secolo successivo, la chiesa è stata interessata da una serie di importanti restauri, con la creazione delle nuove vetrate policrome (1996), la costruzione dell'organo a canne (2000), la realizzazione del nuovo presbiterio in stile moderno (2002) e l'edificazione dei due protiri (2004). Il nuovo altare venne solennemente consacrato l'8 dicembre 2002 dal vescovo di Verona, Flavio Roberto Carraro.

## Descrizione

### Arte e architettura
La chiesa della Beata Vergine Maria Immacolata sorge nel centro della frazione di Strà ed è in un sobrio stile neoromanico.
La facciata è a capanna ed è preceduta da una piazza rettangolare, in parte adibita a parcheggio. Al centro, si apre il portale con arco a tutto sesto, sormontato da un protiro moderno poggiante su due pilastri che ne segue il profilo. Ai suoi lati, vi sono due alte monofore a tutto sesto, mentre sopra di esso, al centro, si trova il rosone circolare. La facciata è coronata da tre cuspidi piramidali. Lungo il fianco destro, nei pressi dell'abside, si trova il campanile a vela a due fornici, che accoglie una campana, fusa nel 1956 dal veronese Luigi Cavadini.
L'interno della chiesa presenta una pianta a navata unica coperta con capriate lignee e profonda abside semicircolare. La navata è illuminata da alte monofore a tutto sesto chiuse da vetrate policrome moderne, installate nel 1996, e lungo di essa si aprono tre cappelle laterali a pianta rettangolare, quella del Sacro Cuore di Gesù, adibita a battistero con moderno fonte battesimale marmoreo, quella della Madonna di Lourdes e quella per la reposizione dell'Eucaristia, con tabernacolo marmoreo. L'area presbiterale della chiesa, interamente rifatta in stile moderno nel 2002, vede, al centro, l'altare con, alla sua sinistra, l'ambone. All'interno dell'altare, sono custodite le reliquie della Madonna e dei santi Zeno vescovo, Fermo e Rustico martiri, Narciso di Gerusalemme, Giulio di Orta e Carlo Borromeo. In posizione arretrata, vi sono il Crocifisso (a sinistra) e il Tabernacolo (a destra). Alle spalle dell'altare si trova la sede, sormontata da una statua bronzea di Ettore Cedraschi Cristo risorto. L'affresco del catino absidale, raffigurante l'Immacolata fra angeli adoranti (1996) è opera di Giuseppe Resi.

### Organo a canne
Alle spalle dell'altare, nell'abside, si trova l'organo a canne, costruito tra il 2000 e il 2002 dalla ditta organaria Fratelli Ruffatti.
Lo strumento è inserito all'interno di una cassa lignea di fattura geometrica, con mostra in cinque campi composta da canne di principale con bocche a mitria, disposte a cuspide unica (campo centrale) e ali (campi laterali). Il sistema di trasmissione è elettronico e la consolle è mobile indipendente. Essa dispone di due tastiere di 61 note ciascuna e pedaliera concavo-radiale di 32 note. L'organo conta 18 registri, per un totale di 1032 canne.